# Ungkaya Pukan
Ungkaya Pukan é um município de  - na província Basilan, nas Filipinas. De acordo com o censo de 1 de maio  de  2020 possui uma população de 24 016 pessoas e 4 039 domicílios.